# G.I.フォース
『G.I.フォース』（Far Cry）は、テレビゲーム『Far Cry』を原作とした2008年のドイツ映画。監督はウーヴェ・ボルで、主演はティル・シュヴァイガー。日本では劇場未公開で、DVDソフトがレンタル・発売されたのみ。

## 製作
ウーヴェ・ボルが『Far Cry』の映画化権を獲得し、2006年10月のインタビューで、2007年5月に製作を開始すると述べた。

## あらすじ
元特殊部隊所属のジャック・カーヴァーは、軍の施設で働いている彼女のおじのマックスを訪ねるために、ジャーナリストのヴァレリー・コンスタンチンを島へ連れて行く。だが彼らが到着すると、ヴァレリーはドクター・クリーガーの手下によって捕らえられてしまう。ジャックは敵と戦っていくうちに、島の施設で遺伝子操作された兵士を製造しているという事実を知る。

## キャスト
| 俳優                       | 役名                         | 日本語吹替 |
| -------------------------- | ---------------------------- | ---------- |
| ジャック・カーヴァー       | ティル・シュヴァイガー       | 桐本琢也   |
| ヴァレリー・コンスタンチン | エマニュエル・ヴォージア     | 林真理花   |
| カーチャ・チェルノフ       | ナタリア・アヴェロン         | 東條加那子 |
| ポール・サマーズ           | マイケル・パレ               | 根本明宏   |
| パーカー                   | クレイグ・フェアブラス       | 黒澤剛史   |
| クリーガー博士             | ウド・キア                   | 沢木郁也   |
| ライダー軍曹               | マイク・ドゥパド             |            |
| エミリオ                   | クリス・コッポラ             |            |
| マックス・カルディナ       | ラルフ・モーラー             |            |
| ロデリック将軍             | ドン・S・デイヴィス          |            |
|                            | ジェイ・ブラゾー             |            |
| 科学者                     | "Stuttering" Craig Skistimas |            |
| 傭兵                       | "Handsome" Thomas Hanley     |            |
| 科学者                     | アンソニー・ボーディン       |            |
| ブリッジ                   | マイケル・テイゲン           |            |
| クイン                     | D. Harlan Cutshall           |            |
| レポーター                 | スコット・クーパー           |            |